# Розово какаду
Розовите какадута (Eolophus roseicapilla), наричани също гала, са вид средноголеми птици от семейство Какадута (Cacatuidae), единствен представител на род Eolophus.
Разпространени в почти цяла Австралия, главно в открити местности без гъста растителност, те са едни от най-често срещаните какадута. Достигат дължина 35 сантиметра и маса 270 – 350 грама и имат характерна розова окраска по гърдите, главата и гребена, а гърбът им е сивкав.